# Watsonians Rugby Football Club
Il Watsonians Rugby Football Club è una squadra scozzese di rugby a 15 che gioca ad Edimburgo e disputa la Premiership Division One.

## Palmarès
- Campionati scozzesi: 1
1997-98
- Coppe di Scozia: 1
2005-06

## Giocatori
- Scott Hastings (1981-2000)
- Gavin Hastings (1980-97)
- Andrew Skeen (2006-08 e 2010-11)
- Tom Smith (1994-1998)